# MOBO Awards 1998
Die MOBO Awards 1998 waren die dritte Preisverleihung des britischen Musikpreises MOBO Award. Die Show fand statt am 14. Oktober 1998 in der Royal Albert Hall und wurde moderiert von Mel B und Bill Bellamy. Sie wurde national im Fernsehen gesendet am 15. Oktober 1998 bei Channel 4.

## Preisträger
- Best Dance Act: Stardust
- Best Reggae Act: Glamma Kid
- Best Drum and Bass: 4 Hero
- Best Hip Hop Act: Phoebe 1
- Best Unsigned Act: Alison Brown
- Best Newcomer: Lynden David Hall
- Best R&B Act: Beverley Knight
- Best Gospel Act: David and Carrie Grant
- Best International Reggae: Beenie Man
- Best Radio DJ: Steve Jackson (Kiss FM)
- Best Club DJ: DJ Swing
- Best Club Night: Rotation, Subterrania
- Best Producer: Rodney Jerkins
- Contribution to Music Award: Carl Macintosh
- Best Video: All Saints – Under the Bridge
- Best International Act: Puff Daddy and the Family
- Best International Single: Pras feat. ODB / Mýa – Ghetto Supastar (That Is What You Are)
- Best Single: Another Level – Freak Me
- Best Album: Adam F – Colours
- Mobo Unsigned Award: Alison Brown
- Outstanding Achievement: Sean Combs
- Lifetime Achievement: BB King